# San Diego Legion
San Diego Legion fue un equipo de rugby profesional, ubicado en la ciudad de San Diego, en California, Estados Unidos, y que disputa la Major League Rugby.
En julio de 2025 se informó que San Diego Legion y R.F.C. Los Angeles se fusionan para formar el nuevo equipo The California Legion.

## Historia
Fue un miembro fundador de la Major League Rugby. El equipo inició el torneo inaugural en 2018, resultó tercero en la temporada regular y accedió a las semifinales donde fue eliminado por los Seattle Seawolves al caer 38–24.

### Estadio
Su sede es el Estadio Torero con capacidad para 6.000 espectadores sentados, que es propiedad de la Universidad de San Diego y usado habitualmente por los San Diego Toreros para jugar al fútbol femenino y al fútbol americano.

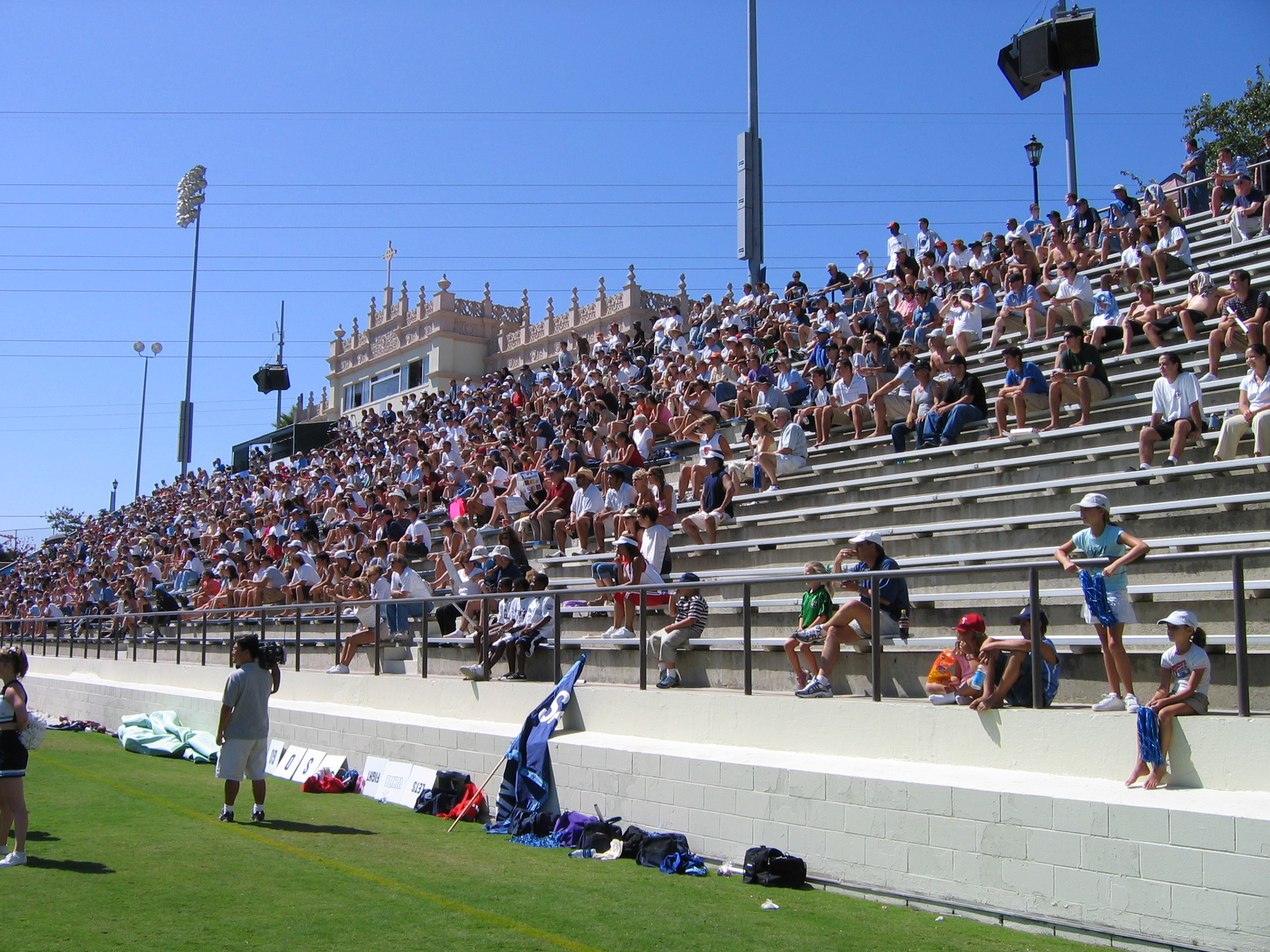
Estadio Torero.

## Palmarés
- Subcampeón de la Major League Rugby 2019 y 2023.
- Ganador de la Conferencia Oeste MLR: 2023.